# Georgi Tunjov
Georgi Tunjov (Narva, 17 aprile 2001) è un calciatore estone, centrocampista del Pescara e della nazionale estone.

## Caratteristiche tecniche
Giocatore tecnico e potente alto 185 cm, è dotato di grande resistenza e predilige il ruolo di centrocampista centrale, più portato per il gioco offensivo che per quello difensivo. Tunjov ha un buon tempo di inserimento e non si tira indietro quando si tratta di battere calci d'angolo e punizioni. Può giocare in ogni parte del centrocampo, prediligendo il modulo 3-4-3 oppure 3-4-1-2.

## Carriera

### Club
Nato a Narva, Tunjov inizia a giocare in una piccola scuola calcio dove viene notato da un dirigente del Trans Narva. Nel club rossoblu compie tutta la trafila delle squadre giovanili, giocando sotto età dal 2013 al 2017, dapprima negli Under-15, poi negli Under-17 e infine nella squadra riserve con cui colleziona una presenza.
Il 24 settembre 2016, non ancora sedicenne, debutta in Premium Liiga, diventando uno dei calciatori più giovani di tutta Europa ad aver esordito in un campionato professionistico, nella partita in trasferta contro il Kalju Nõmme persa per 0-2. Nella prima stagione con i rossoblu disputa 6 partite, tutte subentrando dalla panchina.
Al termine della stagione seguente, segnata da divergenze con l'allenatore Adjam Kuzjajev, decide di rescindere il contratto con il club, dopo aver disputato in totale 25 partite di campionato e 2 di Eesti Karikas, segnando un gol.
Il 16 marzo 2018 firma un contratto professionistico con la SPAL per un costo di 50.000 euro. Con i biancoazzurri viene dapprima aggregato alla squadra Under-17, con cui gioca 5 partite segnando un gol, per poi essere inserito, nella stagione seguente, nella squadra Primavera, con cui disputa 17 presenze in campionato con un gol, 2 presenze in Coppa Primavera e anche nel Torneo di Viareggio.
Il 28 settembre 2019, in seguito all'emergenza infortuni che ha colpito la SPAL, viene convocato in prima squadra dall'allenatore Leonardo Semplici per la gara di campionato contro la Juventus, restando tutta la partita in panchina.. Fa il suo debutto in campionato il 15 dicembre 2019 nella partita in trasferta contro la Roma persa per 3-1, subentrando a Felipe Dal Bello al 72'. Viene anche impiegato in Coppa Italia, nella gara in trasferta contro il Milan, entrando da titolare. A febbraio 2020, dopo l'esonero dell'allenatore Semplici, viene inserito nella rosa della prima squadra dal nuovo allenatore Luigi Di Biagio.
A fine anno la SPAL retrocede in Serie B, campionato in cui lui esordisce solamente il 22 agosto 2021 (nel 2020-2021 ha giocato solo una gara in Coppa Italia) nella sconfitta per 1-0 contro il Pisa. Cinque giorni dopo viene ceduto in prestito alla Carrarese in Serie C.
Il 16 luglio 2023 viene acquistato dal Pescara. Il 27 gennaio 2025 passa in prestito al Pineto, sempre in Serie C.

### Nazionale
Dopo avere rappresentato le selezioni giovanili estoni dall'Under-15 all'Under-19, il 5 settembre 2020 (alla prima convocazione) fa il suo debutto in Nazionale maggiore nella sconfitta in Nations League per 0-1 contro la Georgia.

## Statistiche

### Presenze e reti nei club
Statistiche aggiornate al 4 maggio 2025.
| Stagione           | Squadra            | Campionato         | Campionato | Campionato | Coppe nazionali | Coppe nazionali | Coppe nazionali | Coppe continentali | Coppe continentali | Coppe continentali | Altre coppe | Altre coppe | Altre coppe | Totale | Totale |
| Stagione           | Squadra            | Comp               | Pres       | Reti       | Comp            | Pres            | Reti            | Comp               | Pres               | Reti               | Comp        | Pres        | Reti        | Pres   | Reti   |
| ------------------ | ------------------ | ------------------ | ---------- | ---------- | --------------- | --------------- | --------------- | ------------------ | ------------------ | ------------------ | ----------- | ----------- | ----------- | ------ | ------ |
| 2016               | Trans Narva        | PL                 | 6          | 0          | EK              | 0               | 0               | -                  | -                  | -                  | -           | -           | -           | 6      | 0      |
| 2017               | Trans Narva        | PL                 | 19         | 0          | EK              | 2               | 1               | -                  | -                  | -                  | -           | -           | -           | 21     | 1      |
| Totale Trans Narva | Totale Trans Narva | Totale Trans Narva | 25         | 0          |                 | 2               | 1               | -                  | -                  | -                  | -           | -           | -           | 27     | 1      |
| 2017-2018          | SPAL               | A                  | 0          | 0          | CI              | 0               | 0               | -                  | -                  | -                  | -           | -           | -           | 0      | 0      |
| 2018-2019          | SPAL               | A                  | 0          | 0          | CI              | 0               | 0               | -                  | -                  | -                  | -           | -           | -           | 0      | 0      |
| 2019-2020          | SPAL               | A                  | 10         | 0          | CI              | 1               | 0               | -                  | -                  | -                  | -           | -           | -           | 11     | 0      |
| 2020-2021          | SPAL               | B                  | 0          | 0          | CI              | 1               | 0               | -                  | -                  | -                  | -           | -           | -           | 1      | 0      |
| ago. 2021          | SPAL               | B                  | 1          | 0          | CI              | 1               | 0               | -                  | -                  | -                  | -           | -           | -           | 2      | 0      |
| 2021-2022          | Carrarese          | C                  | 26+1       | 3          | CI-C            | 0               | 0               | -                  | -                  | -                  | -           | -           | -           | 27     | 3      |
| 2022-2023          | SPAL               | B                  | 23         | 0          | CI              | 1               | 0               | -                  | -                  | -                  | -           | -           | -           | 24     | 0      |
| Totale SPAL        | Totale SPAL        | Totale SPAL        | 34         | 0          |                 | 4               | 0               |                    | -                  | -                  |             | -           | -           | 38     | 0      |
| 2023-2024          | Pescara            | C                  | 28+2       | 7          | CI-C            | 1               | 0               | -                  | -                  | -                  | -           | -           | -           | 31     | 7      |
| 2024-gen. 2025     | Pescara            | C                  | 14         | 1          | CI-C            | 1               | 0               | -                  | -                  | -                  | -           | -           | -           | 15     | 1      |
| Totale Pescara     | Totale Pescara     | Totale Pescara     | 42+2       | 8          |                 | 2               | 0               |                    | -                  | -                  |             | -           | -           | 46     | 8      |
| gen.-giu. 2025     | Pineto             | C                  | 14+1       | 1          | CI-C            | 0               | 0               | -                  | -                  | -                  | -           | -           | -           | 15     | 1      |
| Totale carriera    | Totale carriera    | Totale carriera    | 145        | 11         |                 | 8               | 1               |                    | -                  | -                  |             | -           | -           | 153    | 12     |

### Cronologia presenze e reti in nazionale
| Cronologia completa delle presenze e delle reti in nazionale ― Estonia | Cronologia completa delle presenze e delle reti in nazionale ― Estonia | Cronologia completa delle presenze e delle reti in nazionale ― Estonia | Cronologia completa delle presenze e delle reti in nazionale ― Estonia | Cronologia completa delle presenze e delle reti in nazionale ― Estonia | Cronologia completa delle presenze e delle reti in nazionale ― Estonia | Cronologia completa delle presenze e delle reti in nazionale ― Estonia | Cronologia completa delle presenze e delle reti in nazionale ― Estonia |
| Data                                                                   | Città                                                                  | In casa                                                                | Risultato                                                              | Ospiti                                                                 | Competizione                                                           | Reti                                                                   | Note                                                                   |
| ---------------------------------------------------------------------- | ---------------------------------------------------------------------- | ---------------------------------------------------------------------- | ---------------------------------------------------------------------- | ---------------------------------------------------------------------- | ---------------------------------------------------------------------- | ---------------------------------------------------------------------- | ---------------------------------------------------------------------- |
| 5-9-2020                                                               | Tallinn                                                                | Estonia                                                                | 0 – 1                                                                  | Georgia                                                                | UEFA Nations League 2020-2021 - 1º turno                               | -                                                                      | 71’                                                                    |
| 8-9-2020                                                               | Erevan                                                                 | Armenia                                                                | 2 – 0                                                                  | Estonia                                                                | UEFA Nations League 2020-2021 - 1º turno                               | -                                                                      | 63’                                                                    |
| 7-10-2020                                                              | Tallinn                                                                | Estonia                                                                | 1 – 3                                                                  | Lituania                                                               | Amichevole                                                             | -                                                                      | 58’                                                                    |
| 14-10-2020                                                             | Tallinn                                                                | Estonia                                                                | 1 – 1                                                                  | Armenia                                                                | UEFA Nations League 2020-2021 - 1º turno                               | -                                                                      | 72’ 77’                                                                |
| 11-11-2020                                                             | Firenze                                                                | Italia                                                                 | 4 – 0                                                                  | Estonia                                                                | Amichevole                                                             | -                                                                      | 46’ 79’                                                                |
| 15-11-2020                                                             | Skopje                                                                 | Macedonia del Nord                                                     | 2 – 1                                                                  | Estonia                                                                | UEFA Nations League 2020-2021 - 1º turno                               | -                                                                      | 79’ 82’                                                                |
| 26-9-2022                                                              | Serravalle                                                             | San Marino                                                             | 0 – 4                                                                  | Estonia                                                                | UEFA Nations League 2022-2023 - 1º turno                               | -                                                                      | 83’                                                                    |
| 19-11-2022                                                             | Tallinn                                                                | Estonia                                                                | 2 – 0                                                                  | Lituania                                                               | Coppa del Baltico 2022                                                 | -                                                                      | 64’                                                                    |
| 23-3-2023                                                              | Budapest                                                               | Ungheria                                                               | 1 – 0                                                                  | Estonia                                                                | Amichevole                                                             | -                                                                      | 64’ 81’                                                                |
| 27-3-2023                                                              | Linz                                                                   | Austria                                                                | 2 – 1                                                                  | Estonia                                                                | Qual. Euro 2024                                                        | -                                                                      | 90+1’                                                                  |
| 20-6-2023                                                              | Tallinn                                                                | Estonia                                                                | 0 – 3                                                                  | Belgio                                                                 | Qual. Euro 2024                                                        | -                                                                      | 46’ 74’                                                                |
| 12-9-2023                                                              | Bruxelles                                                              | Belgio                                                                 | 5 – 0                                                                  | Estonia                                                                | Qual. Euro 2024                                                        | -                                                                      | 61’                                                                    |
| 13-10-2023                                                             | Tallinn                                                                | Estonia                                                                | 0 – 2                                                                  | Azerbaigian                                                            | Qual. Euro 2024                                                        | -                                                                      | 74’                                                                    |
| 17-10-2023                                                             | Tallinn                                                                | Estonia                                                                | 1 – 1                                                                  | Thailandia                                                             | Amichevole                                                             | -                                                                      | 64’                                                                    |
| 16-11-2023                                                             | Tallinn                                                                | Estonia                                                                | 0 – 2                                                                  | Austria                                                                | Qual. Euro 2024                                                        | -                                                                      | 60’                                                                    |
| 19-11-2023                                                             | Solna                                                                  | Svezia                                                                 | 2 – 0                                                                  | Estonia                                                                | Qual. Euro 2024                                                        | -                                                                      | 56’                                                                    |
| Totale                                                                 |                                                                        | Presenze                                                               | 16                                                                     |                                                                        | Reti                                                                   | 0                                                                      |                                                                        |